# Чарланово
Чарланово — деревня в Ярском районе Удмуртии, входит в состав муниципального образования Уканское.

## География
Располагается на реке Чура в 21 км юго-западнее Яра.

## История
По данным из списка населённых мест по сведениям 1859—1873 годов Чарланово входила в Глазовский уезд Вятской губернии.
По данным на 1 августа 1957 года деревня относилась к Азьмановскому сельсовету.
В 2011 году у деревни был построен новый мост через Чуру.

## Население
| 2010 | 2012 |
| ---- | ---- |
| 21   | →21  |

Население к 1980 году составляло 20 человек.